# Cremastus obliteratus
Cremastus obliteratus är en stekelart som beskrevs av Dasch 1979. Cremastus obliteratus ingår i släktet Cremastus och familjen brokparasitsteklar. Inga underarter finns listade i Catalogue of Life.